# Подгора (Фојница)
Подгора је насељено место у Босни и Херцеговини у општини Фојница. Административно припада Федерацији Босне и Херцеговине, односно њеном Средњобосанском кантону. Према попису становништва из 2013. у насељу је било 22 становника, а већинску популацију чинили су Хрвати.

## Становништво
По последњем службеном попису становништва из 2013. године у овом насељу живело је 22 становника, а село је било етнички хомогено са већинском хрватском популацијом.
| Националност | 2013. | 1991.       | 1981.        | 1971.        |
| Хрвати       | —     | 95 (89,62%) | 130 (100,0%) | 149 (100,0%) |
| Југословени  | —     | 7 (6,60%)   | 0            | 0            |
| остали       | —     | 4 (3,77%)   | 0            | 0            |
| Укупно       | 22    | 106         | 130          | 149          |